# Mughunga
Mughunga ist ein Verwaltungsbezirk (englisch Ward) des Distrikts Singida (DC) in der tansanischen Region Singida.

## Geografie
Mughunga ist ein Bezirk im nördlichen Zentralteil von Tansania etwa 50 Kilometer südöstlich der Regionshauptstadt Singida. Bei der Volkszählung 2022 lebten 13.409 Menschen in 2533 Haushalten auf einer Fläche von 660 Quadratkilometern.
Der Bezirk grenzt im Nordosten an den Distrikt Hanang in der Region Manyara und sonst an sieben Bezirke der Region Singida:
| Ngimu |                                             | Hanang |
| Mgori | Kompassrose, die auf Nachbargemeinden zeigt | Lahoda |
| Kikio | Misughaa Kinyamsindo                        | Lalta  |

## Gliederung
Der Bezirk besteht aus drei Gemeinden (swahili Mtaa) mit 16 Orten (Kitongoji):
| Nduamughanga - Nduamughanga - Dighweda - Mtakuja - Langalangase - Ukombozi - Majengo Mapya - Mkulu - Nkungi | Mughunga - Mbuyuni - Mwembu - Unyankanya - Isomia | Unyampanda - Muungano - Mwenge - Mtakuja - Gwiri |

## Wirtschaft und Infrastruktur
- Forstwirtschaft: In den beiden Bezirke Ngimu und Mughunga befinden sich rund 95 Prozent der Waldreservate des Distrikts.[8]
- Landwirtschaft: Der Nutztierbestand umfasst 7000 Rinder, 6400 Ziegen, 1000 Schafe und  16.600 Hühner (Stand 2016).[8]
- Bildung: Im Bezirk gibt es eine weiterführende Schule.[9] Die Mughunga Secondary School ist eine staatliche Tagesschule mit einer Ausbildung bis zur 4. Stufe.[10]
- Gesundheit: In jeder drei Gemeinden Nduamughanga,[11] Mughunga[12] und Unyampanda[13] liegt eine staatliche Apotheke.